# Andrés Fleurquin
Andrés José Fleurquin Rubio (Montevideo, 2 d'agost de 1975) és un exfutbolista uruguaià que ocupava la posició de migcampista.

## Trajectòria
Comença a destacar a les files del Defensor Sporting. El 1999, i gràcies al seu bon joc, marxa al futbol europeu, recalant a l'Sturm Graz austríac, on passa dos anys abans de fitxar pel Galatasaray turc, amb qui juga la Champions League. Amb el club d'Estambul hi guanya la lliga 01/02.
Després de militar la 02/03 a França, a l'estiu del 2003 s'incorpora al Córdoba CF, de la Segona Divisió espanyola. A l'any següent marxa a un altre club andalús, el Cadis CF. Amb els gaditans arriba a jugar a la primera divisió en la temporada 05/06, en la qual va marcar un gol. Des de la seua arribada, ha esdevingut un dels jugadors més destacats del Cádiz, amb qui ha militat des de la màxima categoria fins a Segona B.

## Selecció
Fou internacional amb la selecció de l'Uruguai en 11 ocasions. Va participar en la Copa Amèrica de 1999.